# Explosión en Nashville de 2020

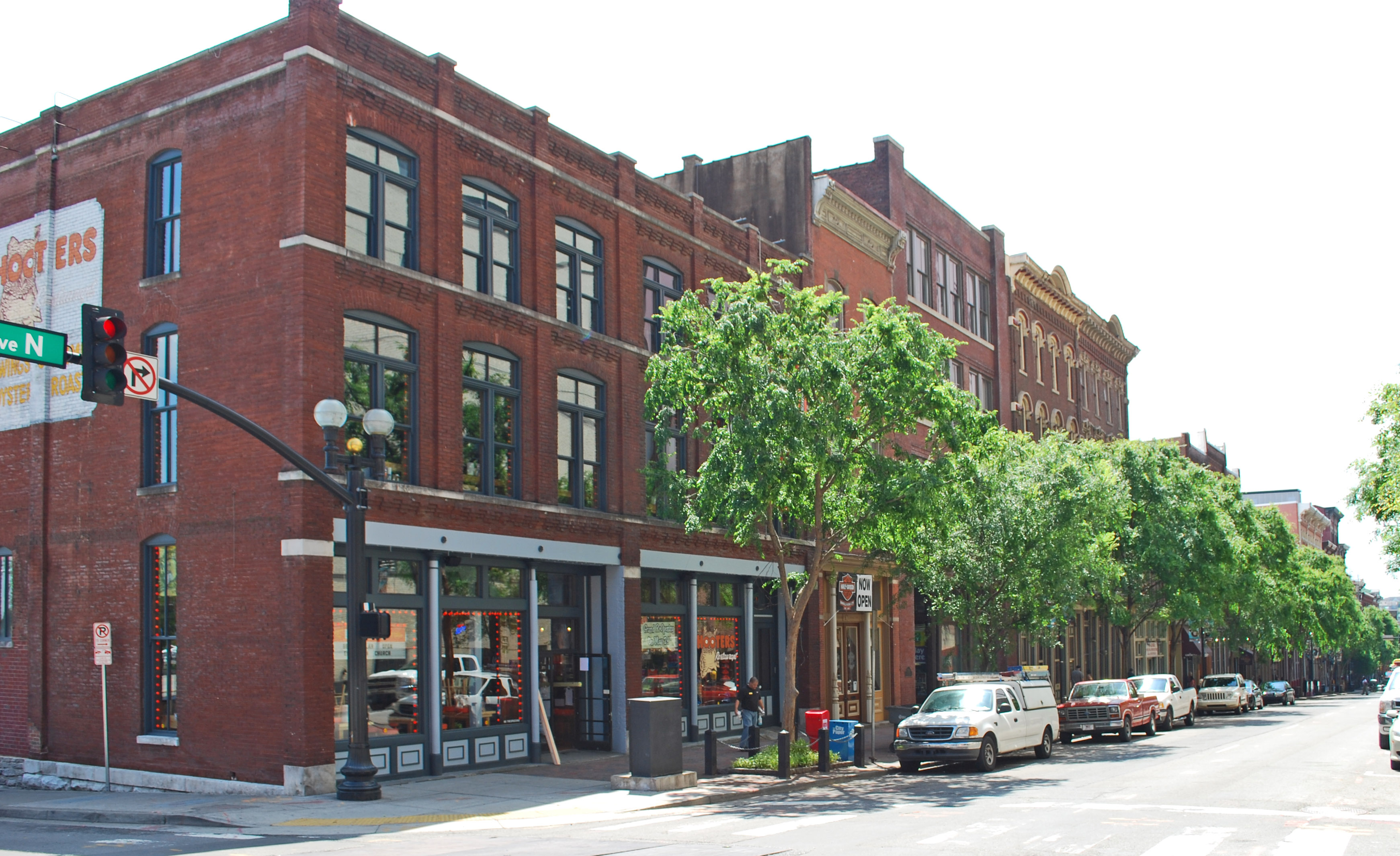
La explosión ocurrió en esta cuadra del Distrito Comercial de la Segunda Avenida.

La explosión en Nashville de 2020 ocurrió el 25 de diciembre de 2020, cuando una autocaravana explotó en el centro de Nashville, Tennessee, Estados Unidos, hiriendo al menos a tres personas y dañando decenas de edificios. La explosión, que se consideró deliberada, tuvo lugar en la calle 166 Second Avenue North entre Church Street y Commerce Street a las 18:30. Los testigos informaron haber escuchado disparos y unos altavoces en el vehículo advirtieron a las personas que debían evacuar antes de la detonación. La explosión se sintió a kilómetros. El FBI lidera la investigación.

## Explosión
La explosión estaba relacionada con una autocaravana que había llegado a la 1:22 afuera de un edificio de transmisión de AT&T en la calle Second Avenue North en el centro de Nashville. Más tarde, en la mañana, los residentes se despertaron con lo que parecía ser el sonido de disparos rápidos en al menos tres ráfagas, seguido de un mensaje grabado desde la autocaravana, hablado por una voz computarizada femenina: «Esta área debe ser evacuada ahora. Si puede escuchar este mensaje, evacue ahora». Los testigos también recordaron que la voz declaró que había una bomba en el vehículo, que la advertencia estaba intercalada con música y que también había iniciado una cuenta regresiva de 15 minutos. Alrededor de las 5:30, los oficiales del Departamento de Policía Metropolitana de Nashville estuvieron investigando los disparos efectuados en el área. Después de escuchar la grabación, seis oficiales evacuaron casas en el área y llamaron a la unidad de dispositivos peligrosos.
A las 6:30, el vehículo explotó mientras el escuadrón de desactivación bombas estaba en camino. Tres personas sufrieron heridas no críticas, incluido un oficial que fue derribado cayendo en el suelo. No se informaron muertes. Un video publicado en las redes sociales parece mostrar los escombros de la explosión aterrizando en un edificio a unas dos cuadras de la ubicación inicial. Al menos tres vehículos se quemaron después de la explosión, al menos 41 negocios resultaron dañados y un edificio ubicado frente al lugar de la explosión se derrumbó.

## Impacto

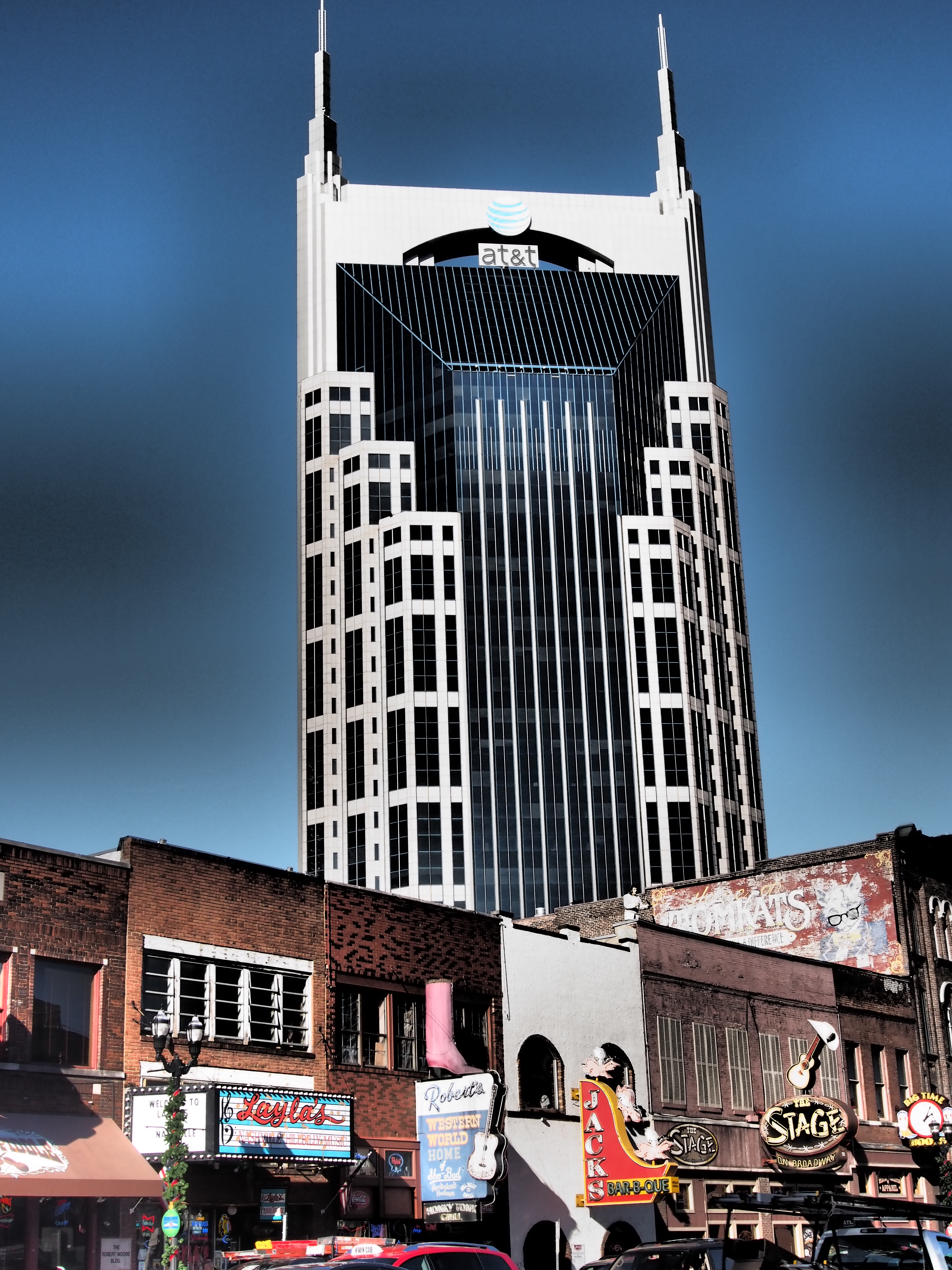
Edificio de AT&T en Nashville donde ocurrió la explosión.

La explosión provocó interrupciones en el servicio de AT&T en los Estados Unidos, pero principalmente en el centro de Tennessee, debido a los daños en la infraestructura de una instalación de servicio de AT&T ubicada cerca del sitio de la explosión. Los servicios de telefonía celular, telefonía fija, Internet y televisión U-verse se vieron afectados, al igual que varias redes telefónicas locales que no son de emergencia y el 911 en la región.
La Administración Federal de Aviación suspendió los vuelos desde el Aeropuerto Internacional de Nashville durante aproximadamente una hora debido a problemas de comunicación con el Centro de control de tráfico de rutas aéreas de Memphis que estaba relacionado con la explosión.

## Investigación
Poco después de la explosión, un escuadrón de desactivación de bombas, junto con la policía y los investigadores federales, llegaron al lugar para reunir pruebas. La oficina del FBI en Memphis está liderando la investigación, junto con la Agencia de Alcohol, Tabaco, Armas de Fuego y Explosivos y las agencias de aplicación de la ley estatales y locales. Una recompensa por cualquier información sobre la explosión se anunció poco después de la investigación.
Se descubrieron posibles restos humanos cerca del lugar de la explosión, según funcionarios. Fueron enviados a la oficina forense para su análisis.

## Consecuencias
El Departamento de Bomberos de Nashville evacuó el centro, y el alcalde John Cooper emitió un toque de queda para el área afectada (el área delimitada por James Robertson Parkway, Fourth Avenue North, Broadway y el río Cumberland) a partir de las 16:30 del 25 de diciembre y hasta las 16:30 del domingo 27 de diciembre.
La policía de Cincinnati, Ohio, cerró las calles del centro durante unas horas mientras investigaba una autocaravana que parecía tener el motor en marcha fuera del edificio federal, citando la explosión de Nashville como una razón para el alto nivel de precaución. Resultó que la autocaravana tenía un generador, que producía un sonido que recordaba al de un motor en marcha.
Los cortes continuaron afectando a los servicios de comunicación, incluidos los servicios de Internet, teléfono y el 911, durante al menos un día después del atentado. Algunas tiendas informaron haber cambiado a una política de solo efectivo debido a que los sistemas de tarjetas de crédito estaban fuera de servicio, mientras que también se informaron problemas con los cajeros automáticos. AT&T mencionó haber desplegado dos antenas de telefonía móvils en el centro de la ciudad, con otras adicionales desplegadas en la región, pero no dio un cronograma para la restauración completa del servicio, y agregó que un incendio que se reavivó durante la noche provocó la evacuación del edificio.

## Teorías conspirativas
El 29 de diciembre de 2020, la agencia de noticias Reuters negó que la causa del ataque pudiera ser un mandato de un experto otorgado por la justicia estadounidense a AT&T para auditar máquina para votar Dominion Voting Systems en relación con el desafío de las elecciones presidenciales de EE. UU. de 2020 y que la verdadera causa de la explosión podría ser un misil. También se ha negado la presencia de una Room 641A dentro del edificio de AT&T.